# George Bonhag
George Valentine Bonhag (ur. 31 stycznia 1882 w Bostonie, zm. 30 października 1960 w Nowym Jorku) – amerykański lekkoatleta specjalizujący się w biegach średnio i długodystansowych, dwukrotny medalista olimpijski.
Trzykrotny halowy mistrz Stanów Zjednoczonych w biegu na 2 mile (1906, 1907, 1911), poza tym mistrz Stanów Zjednoczonych w biegach na 15 kilometrów (1909) oraz na 10 000 metrów (1911).
Uczestnik olimpiady letniej w Atenach (1906), gdzie zdobył złoty medal w konkurencji chodu na 1500 metrów, był również finalistą biegów na 5 mil (4. miejsce) oraz 1500 metrów (6. miejsce).
Trzykrotny uczestnik letnich igrzysk olimpijskich, w Saint Louis (1904), Londynie (1908) i Sztokholmie (1912). W 1904 r. startował w konkurencji biegu na 800 metrów, ale nie został sklasyfikowany. W 1908 r. zdobył srebrny medal w biegu drużynowym na 3 mile, startował również w biegu na 3200 m z przeszkodami, odpadając w eliminacjach. W 1912 r. zdobył tytuł mistrza olimpijskiego w biegu drużynowym na 3000 metrów, zajął 4. miejsce w finale biegu na 5000 metrów, był również uczestnikiem biegu przełajowego (nie został sklasyfikowany) oraz wystąpił w rozegranym podczas olimpiady pokazowym turnieju w baseball.
Podczas igrzysk w 1912 r. pełnił funkcję chorążego reprezentacji Stanów Zjednoczonych.
Rekordy życiowe:
- bieg na milę (hala) – 4:22,4 – 1910
- bieg na 2 mile (hala) – 9:20,8 – 1911
- bieg na 5000 metrów (hala) – 15:05,8 – 1912
- bieg na 6 mil (hala) – 30:42,0 – 1909